# 中野区立図書館
中野区立図書館（なかのくりつとしょかん）は東京都中野区が1948年（昭和23年）3月から都知事の許可を受けて順次設置している公共図書館群。

## 概要
- 図書館職員数
  - 中央図書館長:1名
  - 職員:26名（内、司書（補）資格者:5名）
  - 再任用:2名
  - 合計:29名

## 沿革

### 年表
- 1948年（昭和23年）3月 - 都知事の許可を受け「中野区立図書館」と名称を決定。
- 1948年（昭和23年）12月 - 中野区立図書館の発足、中野区立桃園第三小学校の校内に、米占領軍民間教育情報部リーディングルームと併せて蔵書3,000冊で設置。
- 1949年（昭和24年）12月 - 米占領軍リーディングルームの閉鎖、所蔵図書・所蔵雑誌(292誌)は、中野区立図書館に移管。
- 1950年（昭和25年）10月 - 中野区立第九中学校の敷地内に新館を建設、蔵書5,363冊に。
- 1952年（昭和27年）11月 - 中野区立文化会館の敷地内に移転
- 1957年（昭和32年）3月 - 一部の図書に限り、館外への貸出を開始。
- 1957年（昭和32年）10月 - 一般開架書架を設置。
- 1958年（昭和33年）6月 - 平日午後8時までの夜間開館を開始。
- 1962年（昭和37年）12月 - 中野区中野二丁目の現在地に新館を、中野区制30周年記念事業として建設開始。
- 1963年（昭和38年）12月 - 新館落成、蔵書収納能力10万冊となる。
- 1964年（昭和39年）2月 - 団体貸出を開始。
- 1964年（昭和39年）5月 - 一般開架書架に「母親コーナー」を設置
- 1966年（昭和41年）7月 - 参考資料室を設置。
- 1968年（昭和43年）1月 - 本町図書館が開館。蔵書収納能力、2万冊。
- 1969年（昭和44年）7月 - 野方図書館が開館、野方青年館と併設。蔵書収納能力3万冊。
- 1974年（昭和49年）10月 - 貸出点数と貸出日数を個人貸出を2冊7日から5冊14日に、団体貸出を50冊50日から100冊90日に増加。
- 1975年（昭和50年）4月 - 電話による図書の貸出サービスネットワーク開始。
- 1978年（昭和53年）10月 - 南台図書館を開館、蔵書収納能力5万冊。
- 1978年（昭和53年）10月 - 移動図書館「ブックさん」を運行開始。保有冊数3万冊、8ヶ所にステーションを設ける。
- 1979年（昭和54年）5月 - 鷺宮図書館を開館、鷺宮地域センターと併設、蔵書収納能力5万冊。
- 1979年（昭和54年）10月 - 移動図書館のステーションを8ヶ所から11ヶ所へ。蔵書保有冊数6万冊。
- 1980年（昭和55年）10月 - 野方図書館においてコンピュータシステムが本稼動。
- 1980年（昭和55年）11月 - 視覚障害者を対象に、郵送で録音テープの貸出「声の読書室」を開始。
- 1981年（昭和56年）6月 - 身体障害者を対象に、本を自宅に配送する、宅配サービスを開始。
- 1981年（昭和56年）9月 - 貸出対象者範囲を隣接区5区(新宿、渋谷、杉並、豊島、練馬)の在住者にも拡大。
- 1982年（昭和57年）2月 - 南台図書館にコンピュータシステム導入。
- 1982年（昭和57年）12月 - 鷺宮図書館、本町図書館にコンピュータシステムを導入。
- 1984年（昭和59年）4月 - 移動図書館の2時間ステーションを1ヶ所から6ヶ所に増設し、出動を週4回に増加。
- 1984年（昭和59年）4月 - レコードの貸出対象を中学生までに拡大、隣接区の居住者にも貸出を実施。
- 1984年（昭和59年）7月 - 東中野図書館を開館、東中野保育園と併設。
- 1985年（昭和60年）5月 - 6つの区立図書館全館を毎日巡回する巡回車の運行開始。
- 1986年（昭和61年）2月 - 江古田図書館を開館、蔵書収納能力5万冊
- 1987年（昭和62年）2月 - 中野図書館がコンピュータ化
- 1988年（昭和63年）6月 - 上高田図書館を開館、上高田児童館と併設、蔵書収納能力5万冊
- 1990年（平成2年）4月 - 中野図書館が移転のため閉館。
- 1990年（平成2年）7月 - 中野図書館が規模を縮小して移転開館。蔵書収納能力3万冊。
- 1992年（平成4年）10月 - 中野区立図書館全館オンライン化に向けて、4図書館(中野、南台、鷺宮、上高田)をオンライン化。
- 1993年（平成5年）4月 - 教育委員会から図書館へフィルムライブラリーが移管。
- 1993年（平成5年）6月 - 中野図書館が新中央図書館開館準備のため閉館。
- 1993年（平成5年）7月1日 - 中央図書館設置条例改正。
- 1993年（平成5年）10月29日 - 中央図書館開館
- 1993年（平成5年）10月 - コンピューターで8館をオンライン化で結び、利用者開放端末機による検索の開始。文献資料検索システム稼動により区政資料センターなどとのオンライン化。
- 1997年（平成9年）4月 - 中野区立図書館則一部改正中野区立図書館則一部改正
- 1998年（平成10年）11月 - コンピューターの更新利用者端末機の改善。
- 1999年（平成11年）4月 - 館内整理日の変更「月末の日」から「月の最終金曜日」に
- 1999年（平成11年）5月 - 開館50年を記念した「中野区立図書館五〇年」を発行
- 2000年（平成12年）10月 - メールカーによる団体貸出を全小学校に配送可能とした。
- 2000年（平成12年）11月1日 - 祝日のうち5月5日、11月3日を開館することに決定する。
- 2001年（平成13年）4月 - 視聴コーナーの廃止、ビデオ編集室・レーザーディスク視聴設備廃止。野方青年館の廃止に伴い、青年館学習室等を野方図書館会議室とした。
- 2002年（平成14年）11月1日 - 上映権付ビデオテープの貸出を個人貸出まで拡大。
- 2003年（平成15年）12月1日 - 貸出・予約点数を図書10冊、視聴覚資料5点に改訂、予約件数も同様
- 2003年（平成15年）12月 - 図書館ホームページ開設、インターネットによる蔵書検索開始。
- 2004年（平成16年）4月 - 中野区立図書館則を改定し、区立図書館全館の窓口業務を委託。日曜祝日開館の実施、定期休館日を月曜と木曜の2つにグループ化。開館時間の見直し。
- 2004年（平成16年）12月 - 中央図書館視聴覚コーナーに公衆無線LANコーナーを設置。
- 2005年（平成17年）7月 - インターネット予約、電話応答・FAX情報サービスの開始。インターネット予約に伴う、受取館での貸出資料の拡充。
- 2007年（平成19年）4月 - 図書館業務委託の拡大に伴い、中央図書館のレファレンス業務等を委託
- 2007年（平成19年）10月 - 鷺宮図書館の耐震工事に伴い、鷺宮体育館内に仮設窓口を設置
- 2008年（平成20年）3月 - 鷺宮図書館の耐震工事が完了、図書館運営の再開
- 2013年（平成25年）4月 - 指定管理者による管理運営を開始
- 2021年（令和3年）4月20日 - 地域開放型学校図書館として、中野区立美鳩小学校内に中野区立中央図書館美鳩小学校分室(美鳩ライブラリー)、中野区立中野第一小学校内に中野第一小学校分室(中野第一ライブラリー)、中野区立みなみの小学校内にみなみの小学校分室(みなみのライブラリー)を開館。
- 2021年（令和3年）10月31日 - 本町図書館、東中野図書館を統合のため閉館[1]
- 2022年（令和4年）2月1日 - 複合施設「みらいステップなかの」内に中野東図書館が開館[2]

## 図書館一覧
情報は2021年4月1日現在のもの（中野東図書館は開館時、中央図書館分室は2023年4月1日現在のもの）。
- 中央図書館
  - 開館日:1993年（平成5年）10月29日
  - 住所:東京都中野区中野2-9-7
  - 開館時間:9:00 - 21:00
  - 施設規模:4,480平方メートル
  - 休館日:年末年始、館内整理日（毎月最終金曜日）、特別整理期間、毎月第2月曜日
  - 蔵書数:511,776冊
  - 閲覧席:150席
- 野方図書館
  - 開館日:1969年（昭和44年）7月28日
  - 住所:東京都中野区野方3-19-5
  - 開館時間:9:00 - 20:00
  - 施設規模:820平方メートル
  - 休館日:年末年始、館内整理日（毎月最終金曜日）、特別整理期間、毎月第2月曜日
  - 蔵書数:71,105冊
  - 閲覧席:75席
- 南台図書館
  - 開館日:1978年（昭和53年）10月1日
  - 住所:東京都中野区南台3-26-18
  - 開館時間:9:00 - 20:00
  - 施設規模:557平方メートル
  - 休館日:年末年始、館内整理日（毎月最終金曜日）、特別整理期間、毎月第2木曜日
  - 蔵書数:65,422冊
  - 閲覧席:16席
- 鷺宮図書館
  - 開館日:1979年（昭和54年）5月1日
  - 住所:東京都中野区鷺宮3-22-5
  - 開館時間:9:00 - 20:00
  - 施設規模:697平方メートル
  - 休館日:年末年始、館内整理日（毎月最終金曜日）、特別整理期間、毎月第2木曜日
  - 蔵書数:68,524冊
  - 閲覧席:27席
- 江古田図書館
  - 開館日:1986年（昭和61年）2月1日
  - 住所:東京都中野区江古田2-1-11
  - 開館時間:9:00 - 20:00
  - 施設規模:716平方メートル
  - 休館日:年末年始、館内整理日（毎月最終金曜日）、特別整理期間、毎月第2月曜日
  - 蔵書数:66,314冊
  - 閲覧席:7席
- 上高田図書館
  - 開館日:1988年（昭和63年）6月1日
  - 住所:東京都中野区上高田5-30-15
  - 開館時間:9:00 - 20:00
  - 施設規模:775平方メートル
  - 休館日:年末年始、館内整理日（毎月最終金曜日）、特別整理期間、毎月第2木曜日
  - 蔵書数:62,222冊
  - 閲覧席:8席
- 中央図書館みなみの小学校分室（みなみのライブラリー）
  - 開館日:2021年（令和3年）4月20日
  - 住所:東京都中野区弥生町4-27-11（中野区立みなみの小学校内）
  - 開館時間:10:00 - 19:00
  - 施設規模:198平方メートル
  - 休館日:毎週月曜日、水曜日、金曜日（祝日及び中央図書館の休館日以外の学校長期休業期間中を除く）
  - 蔵書数:2,412冊
  - 閲覧席:15席
- 中央図書館美鳩小学校分室（美鳩ライブラリー）
  - 開館日:2021年（令和3年）4月20日
  - 住所:東京都中野区大和町4-26-5（中野区立美鳩小学校内）
  - 開館時間:10:00 - 19:00
  - 施設規模:148平方メートル
  - 休館日:毎週月曜日、水曜日、金曜日（祝日及び中央図書館の休館日以外の学校長期休業期間中を除く）
  - 蔵書数:2,495冊
  - 閲覧席:17席
- 中央図書館中野第一小学校分室（中野第一ライブラリー）
  - 開館日:2021年（令和3年）4月20日
  - 住所:東京都中野区本町3-16-1（中野区立中野第一小学校内）
  - 開館時間:10:00 - 19:00
  - 施設規模:132平方メートル
  - 休館日:毎週月曜日、水曜日、金曜日（祝日及び中央図書館の休館日以外の学校長期休業期間中を除く）
  - 蔵書数:2,378冊
  - 閲覧席:20席
- 中野東図書館
  - 開館日:2022年（令和4年）2月1日[5]
  - 住所:東京都中野区中央1-41-2
  - 開館時間:9:00 - 21:00
  - 施設規模:3,021平方メートル[5]
  - 休館日:年末年始、館内整理日（毎月最終金曜日）、特別整理期間、毎月第2木曜日
  - 蔵書数:約170,000冊
  - 閲覧席:313席
  - 設計：株式会社安井建築設計事務所[5]

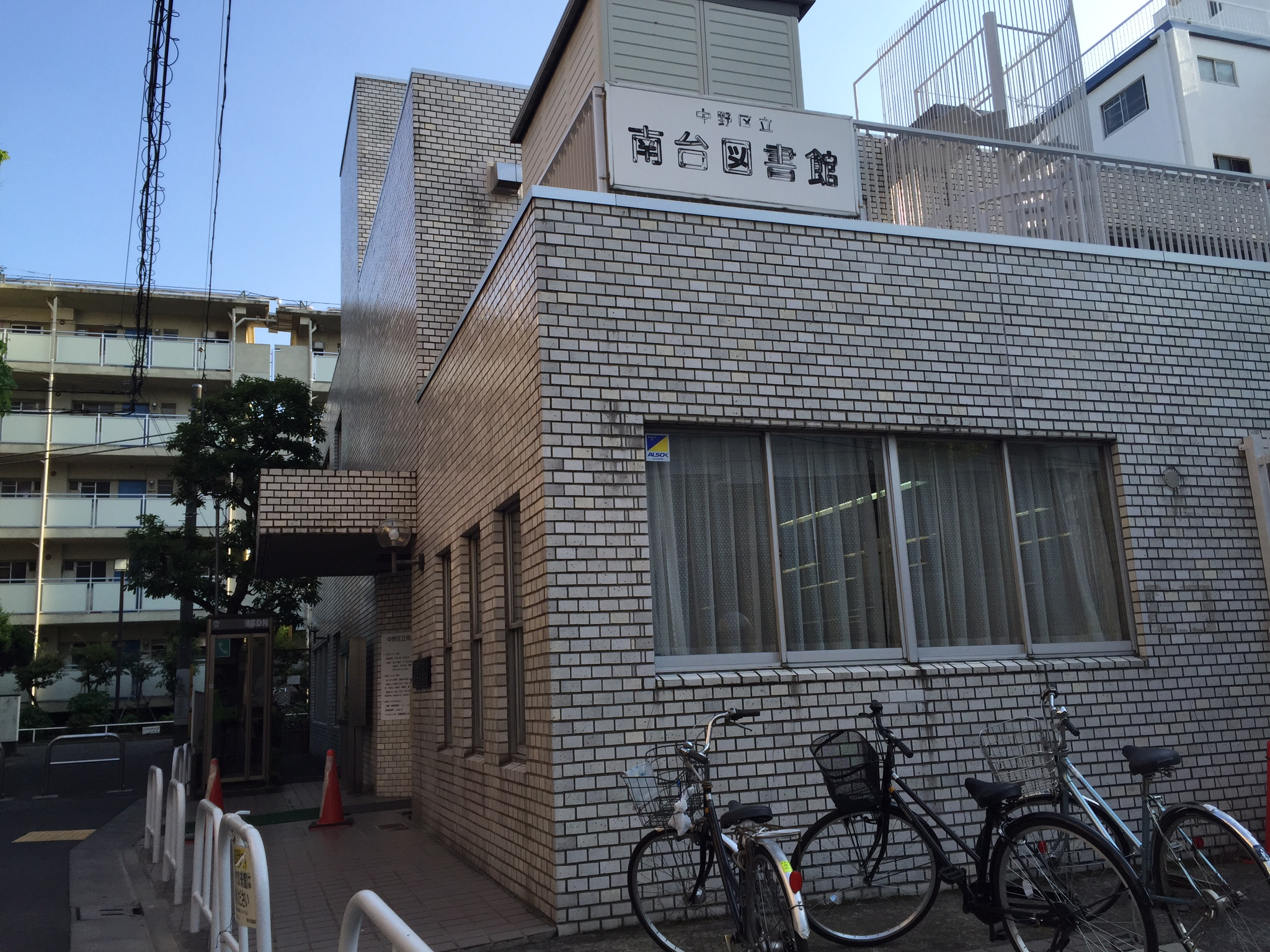
南台図書館
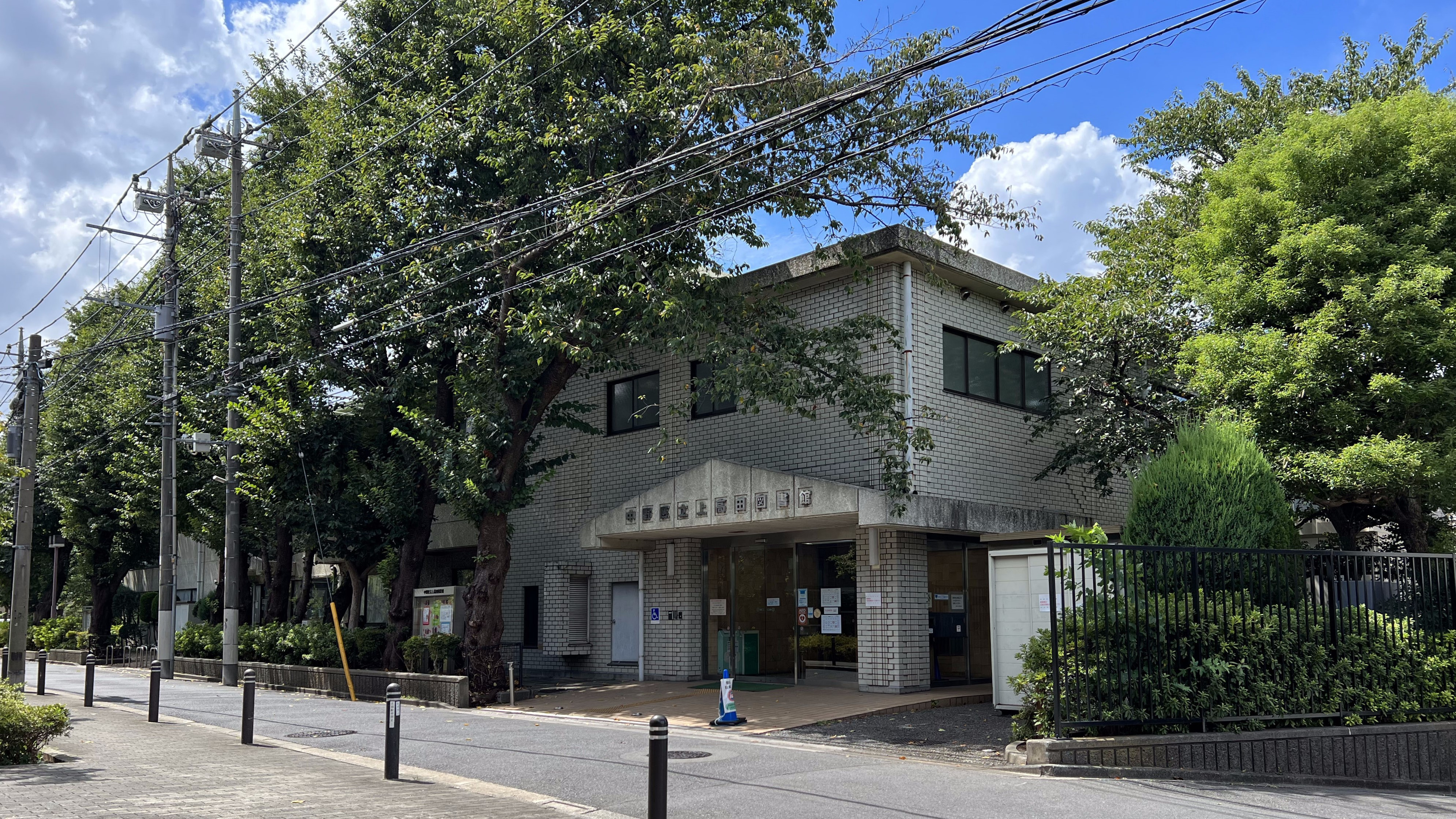
上高田図書館
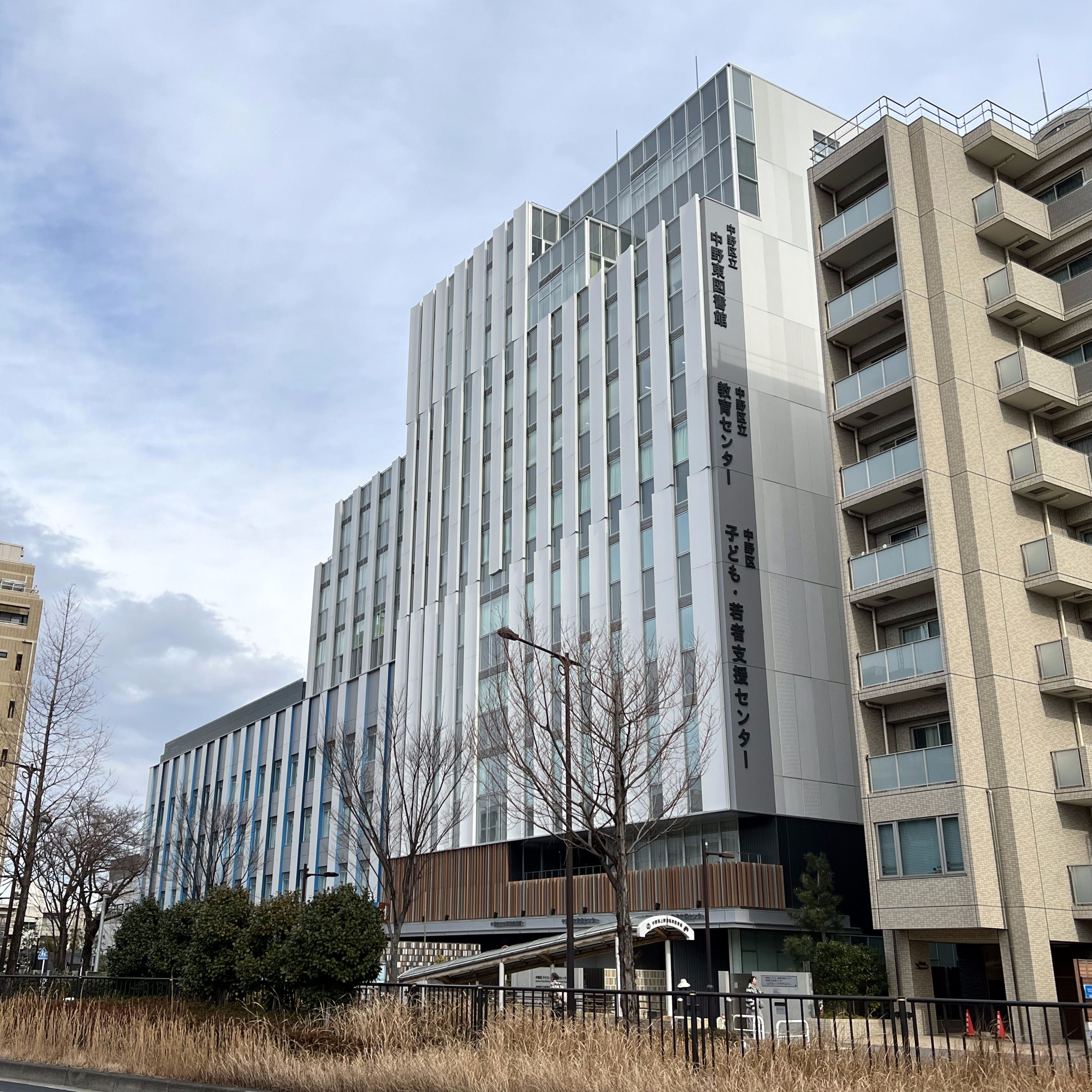
中野東図書館（みらいステップなかの）

## 参考資料
- 中野区立図書館五〇年
- 2020年度事業報告書